# Parque Pereira
El Parque Pereira va ser un camp de futbol de la ciutat de Montevideo, Uruguai.
Tenia una capacitat per a 40.000 espectadors i estava situat a prop de l'actual Estadio Centenario. El primer partit de futbol fou un clàssic Peñarol-Nacional, el 28 d'octubre de 1917 amb 20.000 espectadors. Nacional guanyà per 4-2. Va ser seu del Campionat Sud-americà de futbol de 1917. El darrer partit fou un Peñarol v. Nacional, amb victòria de Peñarol, el 2 de maig de 1920. Fou demolit el mateix any.

## Referències

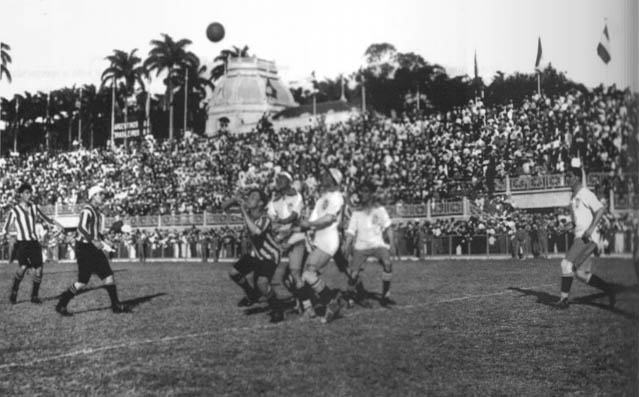
Partit Parque Pereira.